# Athanasios Miaoulis

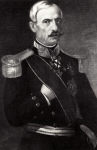
Athanasios Miaoulis.

Athanasios Miaoulis (Grieks: Αθανάσιος Μιαούλης) (Hydra, 1815 - Parijs, 7 juni 1867) was een Grieks eerste minister.

## Levensloop
Hij was de zoon van Andreas Miaoulis, een beroemd Grieks admiraal, van wie hij zijn navigatievaardigheden leerde. Bovendien leerde Miaoulis veel over de marine door brieven van Philip Ioannou te lezen.
Hij beëindigde zijn militaire school in München en diende als officier in de Griekse marine. Hij werd later adjudant van koning Otto en in 1855 werd Miaoulis minister van Marine. Vervolgens was hij van 13 november 1857 tot 26 mei 1862 premier van Griekenland.
Na de afzetting van koning Otto in 1862, volgde Miaoulis hem in ballingschap. Miaoulis overleed enkele jaren later in Parijs.